# Corrado Micalef
Corrado Micalef (Montréal, 20 aprile 1961) è un allenatore di hockey su ghiaccio ed ex hockeista su ghiaccio canadese naturalizzato italiano.

## Carriera
Ritiratosi dall'attività agonistica nel 2002 ricopre l'incarico di secondo allenatore dei P.E.I. Rocket, squadra giovanile canadese.